# اسپوروتریکوز
اسپوروتریکوز (به انگلیسی: Sporotrichosis) عبارت است از یک بیماری قارچی که عامل آن اسپوروتریکوز شنکی (Sporothrix schenckii) است. عفونت قارچی باعث ایجاد زخم و آبسه در پوست می‌گردد اگرچه ممکن است ریه، استخوان و مغز را نیز درگیر سازد. مزرعه‌داران و باغداران بیشتر آلوده می‌شوند به خصوص باغبانان گل سرخ (rose-gardeners). اسپوروتریکوز سرایت فرد به فرد ندارد و در مردان شایع‌تر است.

## سیر بالینی
بیماری سیر کندی دارد و اولین علائم حدود سه هفته بعد از تماس با قارچ ظاهر می‌شوند. بیماری سه فرم بالینی دارد:
1. پوستی: شایعترین شکل است. تظاهرات پوستی به شکل ندول کوچک، قابل حرکت و بدون درد در محل ورود عفونت (معمولاً انگشتان دست یا ساعد) یا در امتداد عروق لنفاوی تخلیه‌کننده ناحیه ظاهر می‌شود. ندول صورتی تا ارغوانی بوده در صورت عدم درمان بزرگتر شده حالت تاول یا زخم مزمن پیدا می‌کند.
2. ریوی: فرم تنفسی که شایعترین علامتش سرفه خلط دار است.
3. منتشر: بیماری در تمام بدن منتشر شده استخوانها، مفاصل و مغز را درگیر می‌سازد.

## تشخیص و درمان
آزمون‌های تشخیصی می‌توانند شامل بررسی آنتی‌بادی و کشت آزمایشگاهی چرک حاصل از ضایعات (خلط، مایع مفصلی و مایع مغزی نخاعی) باشند.
معمولاً با درمان در عرض ۲–۱ ماه پس از بهبود ضایعات قابل علاج است ولی ممکن است بهبودی ۷–۶ ماه طول بکشد. میزان کشندگی در فرم منتشر در افراد با ضعف ایمنی، بالا است. درمان با داروهای ضد قارچ مثل فلوکونازول، ایتراکونازول و آمفوتریسین B است. در موارد بروز ندولهای حفره دار در ریه و استخوان گاه جراحی ضروری است.

## نگارخانه

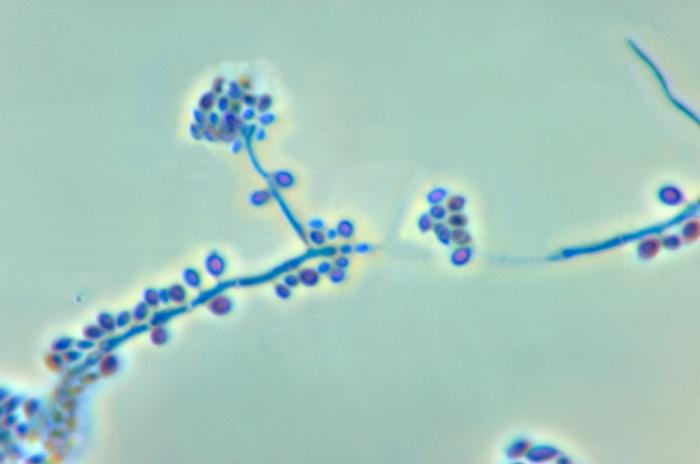